# Adam Harasiewicz
Adam Harasiewicz est un pianiste polonais, né le 1er juillet 1932 à Chodzie (Pologne).

## Biographie

### Enfance et études
Adam Harasiewicz commence le piano à l’âge de 10 ans. Il est l’élève de Kazimierz Mirski et de Janina Illasiewicz-Stojalowska à Rzeszów. À l’âge de 15 ans, en 1947, il termine premier du Concours des jeunes Talents de Rzeszów. De 1950 à 1956, il poursuit ses études à l’Académie de musique de Cracovie dans la classe du professeur Zbigniew Drzewiecki.

### Concours Chopin 1955
Adam Harasiewicz participe une première fois au Concours international de piano Frédéric-Chopin en 1950 (4e édition) sans dépasser le tour préliminaire. En 1955, il participe à la 5e édition et remporte cette fois le premier prix, devançant Vladimir Ashkenazy (2e prix) et Fou Ts'ong (3e prix), eux-mêmes devenus de très célèbres pianistes.

### Carrière
Son premier prix au Concours Chopin de Varsovie marque le début d’une carrière de concertiste à travers le monde. Adam Harasiewicz a donné de nombreux concerts en Europe, en Asie et en Amérique du Nord. Il a joué avec les plus grands orchestres et de nombreux chefs à travers le monde. Lors de l’exposition universelle de 1958 à Bruxelles, il donne un concert de gala. En 1960, il joue au siège des Nations unies les deux concertos de Chopin avec l’Orchestre philharmonique de New York, sous la direction de Stanislas Skrowaczewski, inaugurant ainsi l’année Chopin, marquant le 150e anniversaire de la naissance du compositeur. Ses nombreux enregistrements dans les années 1960 ont contribué à sa renommée internationale. Bien qu’il ait continué à donner des concerts après 1970, son nom s’est trouvé quelque peu « oublié » (notamment en raison de l’arrêt d’enregistrements) et sa carrière limitée principalement à son pays natal et aux pays voisins, à tout le moins à l’Europe. Depuis la fin des années 1990, son nom est à nouveau plus présent, notamment en raison de la réédition de ses enregistrements. Il vit à Salzbourg depuis la fin des années 1950.

### Enseignement
Il donne quelques masterclasses (sur l’interprétation des œuvres de Frédéric Chopin) en Autriche, en Italie, en France, en Allemagne et au Japon et des cours à des pianistes confirmés, mais ne s’est à aucun moment consacré de manière durable et régulière à l’enseignement. Il est cependant le professeur d’Ingolf Wunder (qui a obtenu le deuxième prix au Concours Chopin en 2010 et s’est révélé le préféré du public), même s’il se défend d’enseigner et préfère parler d’échanges sur la façon de jouer Chopin. Adam Harasiewicz a été membre du jury de plusieurs concours de piano (Bolzano en 1984, Saragosse en 1987 et le Concours Chopin de Varsovie en 1995, 2000, 2005 et 2010).

## Répertoire
Adam Harasiewicz est particulièrement connu et réputé pour son interprétation (saluée par la critique) des œuvres de Chopin (et dans une moindre mesure de celles de Szymanowski, de Brahms ou de Liszt). Cependant, sa « spécialisation » dans les œuvres de Chopin, qu’il a lui-même pour partie cultivée (tant dans ses choix de programmes de concerts que d’enregistrements), a vraisemblablement limité sa carrière.
Son jeu se caractérise, sur un plan technique, par une grande précision et une réelle virtuosité. Équilibré mais varié et très expressif, il restitue toute la palette de sentiments présents dans l’œuvre de Frédéric Chopin, de la joie à l’intensité dramatique, et notamment la nostalgie qu’elle véhicule.

## Discographie
De 1958 à 1974, Adam Harasiewicz a enregistré pour Philips la quasi-totalité des œuvres de Chopin (mais également quelques-unes de Brahms et Liszt). Les références ci-dessous font notamment abstraction de nombreuses rééditions et des compilations diverses.

### L’intégrale de ses enregistrements
2007 : Concertos et œuvres pour piano, Frédéric Chopin, 10 CD, Decca Eloquence

### Enregistrement original récent
2011 : 57 Mazurkas de Frédéric Chopin, Institut Frédéric Chopin

### Les dernières rééditions
- 2010 : (réédition) Scherzi, Sonates, Ballades, Fantaisie et Barcarolle, Newton Classics
- 2008 : (réédition) Etüden Op.10 & 25, Nouvelles Études, Decca
- 2000 : (réédition) The Three Sonatas, The Four Scherzos, The Four Ballades, The Barcarolle, The Fantasy, double CD, Philips Classics
- 1999 : (réédition) The complete Polonaises, 16 Waltzes, double CD, Philips Classics
- 1994 : (réédition) The 21 Nocturnes, The 26 Préludes, double CD, Philips Classics (442-266-2)
- 1993 : (réédition) Klavierkonzerte Nr. 1 & 2, Wiener Symphoniker, Heinrich Hollreiser, Philips Classics (422-272-2)

### Les enregistrements originaux
- 1970 : Les 6 grandes Polonaises et la Polonaise-Fantaisie, Philips (6539-032)
- 1967 : Chopin : 14 Valses, Philips (PHC9034)
- Nocturnes I, Philips (835 218 AY)
- Nocturnes II, Philips (835 219 AY)

### Autre enregistrement présentant un intérêt spécifique
Cet enregistrement propose les versions des deux concertos pour piano de Chopin, jouées par Adam Harasiewicz et Martha Argerich lors de leurs victoires respectives du Concours Chopin en 1955 et 1965.
- 1993 : Pianos Concertos 1 et 2, Scherzo Op.39, Great Chopin Performers, Martha Argerich et Adam Harasiewicz, National Philharmonic Orchestra Warsaw, Kazimierz Kord, Laserlight (14061)

## Prix et distinctions
- 1955 : 1er prix du Ve Concours international de piano Frédéric Chopin.
- 1960 : Médaille d’or de la fondation Ignace Jean Paderewski à New York[9].

Adam Harasiewicz est également citoyen d’honneur de Rzeszów (Pologne).